# Liste des membres de la Chambre des députés du Liban (législature 2005-2009)
Voici la liste des membres de la Chambre des députés du Liban durant la législature 2005 - 2009.
Gebran Tuéni, qui a été assassiné, a été remplacé par son père Ghassan Tuéni. Edmond Naïm, qui est mort, a été remplacé par Pierre Daccache. Pierre Gemayel et Walid Eido, assassinés tous les deux, ont été remplacés lors d'une élection partielle en 2007 (en) par Camille Khoury et Mohammad Amine Itani. Antoine Ghanem, assassiné en septembre 2007 n'a pas été remplacé.

## Membres
- Kassem Abdel-Aziz
- Naamatallah Abi-Nasr
- Waël Abou Faour
- Georges Adouan
- Misbah Ahdab
- Hachem Alameddine
- Moustapha Allouch
- Mohammad Amine Itani
- Ali Ammar
- Antoine Andraos
- Elie Aoun
- Michel Aoun
- Salim Aoun
- Assem Araji
- Ghazi Aridi
- Elias Atallah
- Samir Azar
- Ali Bazzi
- Nabih Berri, président de la Chambre des députés
- Jawad Boulos
- Nabil Boustani
- Bassem Chab
- Akram Chehayeb
- Amine Cherri
- Ayman Choucair
- Pierre Daccache
- Azzam Dandachi
- Mohamed El Hajjar
- Anouar el-Khalil
- Farid el Khazen
- Maurice Fadel
- Hassan Fadlallah
- Marwan Fares
- Abdallah Farhat
- Ahmad Fatfat
- Nicolas Fattouche
- Ahmad Fattouh
- Mohammad Fneich
- Samir Frangié
- Nabil de Freige
- Robert Ghanem
- Sethrida Geagea
- Solange Gemayel
- Antoine Ghanem (assassiné le 19/9/2007)
- Nicolas Ghosn
- Farid Habib
- Abbas Hachem
- Kassem Hachem
- Moustapha Hachem
- Mohammad Haïdar
- Marwan Hamadé
- Hussein Hajj Hassan
- Abdallah Hanna
- Boutros Harb
- Bahia Hariri
- Saad Hariri
- Henry Hélou
- Assaad Herdan
- Ayoub Hmayed
- Hassan Hobballah
- Hadi Hobeich
- Ammar Houri
- Moustapha Hussein
- Hussein Husseini
- Yassine Jaber
- Ghenwa Jalloul
- Jamal Jarrah
- Yeghia Jerjian
- Samir Jisr
- Walid Joumblatt
- Mohammed Kabbani
- Mohammad Kabbara
- Ibrahim Kanaan
- Georges Kassarji
- Hagop Kassarjian
- Elie Keyrouz
- Ali Hassan Khalil
- Youssef Khalil
- Antoine Khoury
- Camille Khoury
- Walid Khoury
- Ali Khreiss
- Abdel Latif el Zein
- Camille Maalouf
- Edgar Maalouf
- Atef Majdalani
- Farid Makari, vice-président de la Chambre des députés
- Nayla Moawad
- Ali Mokdad
- Ghassan Moukheiber
- Michel Moussa
- Chamel Mozaya
- Mahmoud Mrad
- Michel Murr
- Nasser Nasrallah
- Nabil Nicolas
- Jean Oghassabian
- Ali Osseiran
- Hagop Pakradounian
- Michel Pharaon
- Mohammad Raad
- Riyad Rahhal
- Kamel Rifaï
- Antoine Saad
- Fouad Saad
- Oussama Saad
- Bassem Sabeh
- Mohammad Safadi
- Salim Salhab
- Naouar Sahili
- Abdel-Majid Saleh
- Fayçal Sayegh
- Pierrot Serhal
- Elias Skaff
- Nader Succar
- Ismaïl Succariyé
- Bahige Tabbara
- Jamal Takch
- Alaeddine Terro
- Nehmé Tohmé
- Serge Tour-Sarkissian
- Ghassan Tuéni
- Badr Wannous
- Hassan Yacoub
- Ghazi Youssef
- Antoine Zahra
- Ghazi Zeaiter
- Gilberte Zouein

## Source
« Les députés actuels » (version du 4 juillet 2007 sur Internet Archive)